# 棘齒龍屬
棘齒龍屬（學名：Echinodon）是種小型恐龍，生活在下白堊紀貝里亞階的歐洲，約1億4000萬年前，最初名為Saurechinodon。牠的名字古希臘文意思是「多刺的牙齒」，源自於牠的牙齒化石有著很多的刺。

## 發現及物種

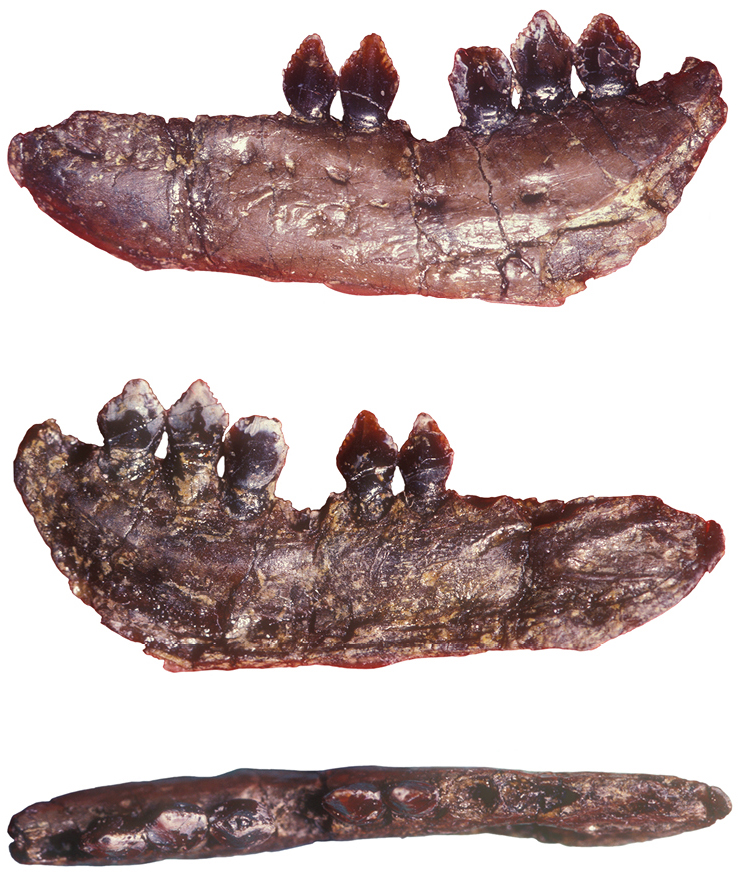
編號NHMUK 48215b標本

模式標本是在英格蘭的史瓦那基附近發現的。棘齒龍是雙足的草食性恐龍，約長0.6米。牠的牙齒不像其他的鳥臀目，在上頜骨各有一或兩顆犬齒形牙齒。
唯一的物種是E. becklesii，由理查德·欧文（Richard Owen）於1861年所命名，但是他卻誤認牠是一頭蜥蜴。近年，美國莫里遜組發現了類似棘齒龍的化石。在2009年，這些新化石被建立為新屬，果齒龍（Fruitadens）。

## 分類
棘齒龍曾被認為是種基礎裝甲亞目恐龍，主要原因是誤將龜的肢骨鱗甲，認為是棘齒龍的化石。保羅·塞里諾（Paul Sereno）於1991年將牠重新分類在畸齒龍科中，但卻被受爭議。大衛·諾曼（David B. Norman）及保羅·巴雷特（Paul M. Barrett）於2002年重新描述了棘齒龍，且支持塞里諾的畸齒龍科分類。若棘齒龍真的是屬於畸齒龍科，牠將會此科中最晚期的物種。

## 外部連結
- DinoRuss on Echinodon （页面存档备份，存于）
- Thescelosaurus on Echinodon